# Walter Rietig

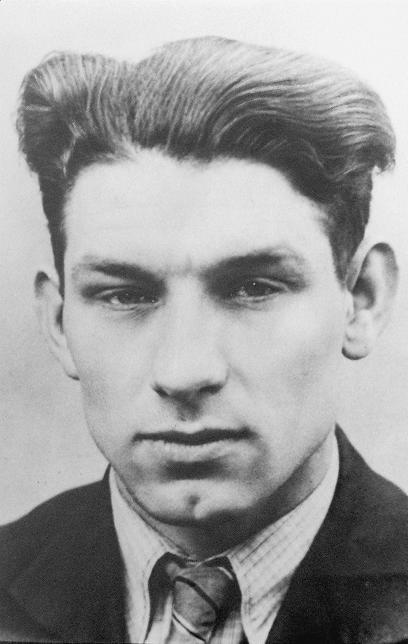
Walter Rietig (um 1940)

Walter Rietig, geboren als Walter Hermann Erich Rietig (* 4. November 1906 in Breslau; † 22. Dezember 1942 in Strafgefängnis Berlin-Plötzensee) war ein deutscher Arbeiter im Rüsselsheimer Opelwerk, der zur Zeit des Nationalsozialismus nur wegen des Kontakts zu Zwangsarbeitern sowie angeblicher „kommunistischer Hetzreden“ denunziert und nach einem Schnellverfahren im Berliner Volksgerichtshof hingerichtet wurde, um weitere widerständische Kollegen in Rüsselsheim einzuschüchtern.
Als Opfer des Nationalsozialismus wurde ihm in seiner Heimatstadt Langen von der Initiative „Stolpersteine für Langen“ ein Stolperstein gewidmet. Seit dem im Jahr 2013 veröffentlichten Gutachten der Universität Marburg über die NS-Vergangenheit des Rüsselsheimer Ex-Bürgermeisters Walter Köbel ist eine parteiübergreifende Initiative des Rüsselsheimer Stadtparlaments entstanden, die bundesweit bekannte Sporthalle „Walter-Köbel-Halle“ in „Walter-Rietig-Halle“ umzubenennen.

## Leben
Walter Rietig wurde als Sohn des Max Gustav Rietig, Lackierer, und dessen Ehefrau Emilie, geborene Gambus, geboren. Er hatte eine schwere Kindheit, da seine Mutter früh starb. Doch mit der neuen Frau des Vaters, seiner Stiefmutter Pauline, hatte Walter Probleme. „Die Stiefmutter wollte Walter nicht bei sich haben und hat ihn in ein evangelisches Kinderheim gesteckt, in dem er sich nicht wohlfühlte“, weiß Walters Enkelin zu berichten. Als Walter mit 14 Jahren aus dem Heim kam, trat er sofort aus der Kirche aus.
Rietig lernte den Beruf des Spenglers. Er wurde auf Montage zu Opel nach Rüsselsheim geschickt, wo er auch später beschäftigt war. Seit 1929 war er bei der Firma Opel in Rüsselsheim angestellt, zunächst befristet, später fest. Wie er nach Langen gelangte, ist nicht genau bekannt. Fest steht: Am 21. November 1929 zog er, noch ledig, von Rüsselsheim nach Langen in die Wolfsgartenstraße 54 zur Familie Heinrich Werkmann II. Am 23. Mai 1931 heiratete er dessen am 21. September 1903 geborene Tochter Katharina Margarethe, genannt Greta. Es war nur eine standesamtliche Trauung, denn seine Frau war – nach der Schilderung seiner Erlebnisse im Kinderheim – ebenfalls aus der Kirche ausgetreten. 1939 wurde der gemeinsame Sohn Gerhard geboren.
Rietig war parteipolitisch nicht gebunden, fühlte sich aber der Arbeiterbewegung zugehörig. Von 1926 bis 1928 war er Mitglied der Sozialistischen Arbeiter-Jugend, einer Jugendorganisation der SPD, und seit 1929
auch bei dem der SPD nahestehenden Touristenverein „Naturfreunde“ in Langen.
Kurz nach der „Machtergreifung“ trat Rietig der Deutschen Arbeitsfront (DAF) bei, die nach der Zerschlagung der Gewerkschaften als nationalsozialistischer Einheitsverband der Arbeitnehmer und Arbeitgeber geschaffen worden war. Dies muss man jedoch keineswegs als Ausdruck eines Gesinnungswandels interpretieren, denn die Mitgliedschaft im DAF war für Arbeiter eines Großbetriebes mehr oder weniger Pflicht.
Ähnliches gilt für seine Mitgliedschaft in der Nationalsozialistischen Volkswohlfahrt (NSV), der er 1938 beitrat. „Die Mitgliedschaft in dieser Vereinigung wurde häufig erworben, um nach außen politische Konformität zu demonstrieren und damit der Verfolgung zu entgehen.“

## Denunziation
Rietig galt als „harmloser, guter Mann, der niemanden etwas zuleide tun konnte“. Seine Unbekümmertheit und Gutgläubigkeit sollte ihm zum Verhängnis werden. Sein Arbeitskollege, der Langener Fritz Zängerle (der später der 1. Betriebsratsvorsitzende von Opel werden sollte), beschreibt ihn so: „Manchmal war er mit kritischen Äußerungen gegenüber dem Naziregime leichtsinnig, achtete nicht darauf, mit wem er gerade sprach“.
Denunziert wurde er im Sommer 1941. Er habe sich wiederholt regimekritisch geäußert, gab ein Arbeitskollege auf der DAF-Betriebsverwaltung zu Protokoll (Nach Fritz Zängerle hieß der Denunziant Schmalz; Gerhard Rietig nennt dagegen einen Rüsselsheimer namens Draiser). Noch am Tag seiner Versetzung in eine neue Abteilung im Mai 1942 habe er Beschwerde über die schlechten Lebens- und Arbeitsbedingungen für die Arbeiter geführt. Auch habe er den deutschen Angriff auf die Sowjetunion im Juni 1941 als einen rechtswidrigen Überfall bezeichnet und den Sieg des Deutschen Reiches angezweifelt. Und er habe sich kritisch über die national-sozialistische Judenpolitik geäußert. Außerdem, so mutmaßte der Denunziant, unterhalte Rietig unerlaubte Kontakte zu den französischen Kriegsgefangenen. Zwei weitere Denunzianten bestätigten diese Aussagen.
Tatsächlich gehörte Rietig wohl einer der illegalen Betriebsgruppen bei Opel an (allerdings nur als Informant, wie Fritz Zängerle später ausführte). In diesen Gruppen fanden sich Kommunisten, aber auch sozialdemokratische, bürgerlich-liberale und christlich motivierte Arbeiter zu – notgedrungen konspirativen – Treffen zusammen, um über ihre Situation zu reden und Informationen – hauptsächlich von sog. „Feindsendern“ – auszutauschen. Außerdem wollte man vorbereitet sein für den Fall eines bewaffneten Widerstandes in den letzten Tagen des NS-Regimes, um „ihre Firma“ von den Nationalsozialisten zu befreien und so eine Politik der verbrannten Erde zu verhindern. In diesem Zusammenhang hatte Rietig mit Kriegsgefangenen gesprochen, um sie in die möglichen Aktivitäten einzubeziehen.
All das konnte der Denunziant natürlich nicht wissen, als er seine Beschuldigungen vortrug. Freunde Rietigs gehen deshalb davon aus, dass die Anschuldigung konstruiert wurde. Der Betriebsobmann der DAF, Arthur L., wollte ein Exempel statuieren, und da kam ihm Rietig gerade recht. „Die Nazis ließen ihn (Walter Rietig) dann ganz bewusst noch einige Wochen unbehelligt, aber überwacht herumlaufen, um wohl noch weiteren Widerstandskämpfern habhaft werden zu können“, erinnert sich Fritz Zängerle, und beteuert, Walter schon früher (vor 1939) gewarnt zu haben, nachdem man diesem den Arbeitsfront-Pass nach unvorsichtigen Bemerkungen entzogen hatte: „Walter, wenn dein Arbeitsfront-Pass eingezogen wurde, dann hau ab“ Aber alle Bemühungen, den damals angehenden Vater Walter Rietig zur Flucht zu bewegen, scheiterten. „Er glaubte, mit zwei bis drei Jahren Gefängnis davonzukommen“.

## Verurteilung und Tod
Am 13. Juli 1942 erschien die Geheime Staatspolizei Darmstadt bei Opel, verhörte den Denunzianten und andere Kollegen und verhaftete anschließend Walter Rietig in der Firma. Nach zweitägigem „Verhör“ unterschrieb er ein Vernehmungsprotokoll, in dem er alle ihm zur Last gelegten Äußerungen eingestand und angab, sie aus kommunistischer Überzeugung gemacht zu haben.
Vor dem Haftrichter widerrief Rietig eine Woche später sein Geständnis. Er deutete an, dass ihm die Aussagen abgepresst worden seien. Sein Vater führte später in einem Gnadengesuch an, sein Sohn sei gezwungen worden, stundenlang zu stehen, die Arme hinter dem Kopf verschränkt, bis er physisch und psychisch so erschöpft gewesen sei, dass er alle Vorwürfe zugab. Walter blieb bis zu seinem Tod bei dieser Aussage. Als Motiv des Denunzianten nannte er Rachsucht. Rietig hatte mit ihm am selben Fließband gearbeitet. Da sein Kollege erheblich langsamer arbeitete, hatte Rietig zunächst sein Arbeitstempo ebenfalls gedrosselt; nach Vorwürfen seines Meisters arbeitete Rietig jedoch normal weiter und machte damit offenkundig, wer die Verzögerungen zu verantworten hatte.
Die Darmstädter Haftrichter schenkten Rietigs Widerruf des Geständnisses keinen Glauben und erließen Haftbefehl wegen „landesverräterischer Feindbegünstigung in Verbindung mit der Vorbereitung eines hochverräterischen Unternehmens“ und „unerlaubten Umgangs mit Kriegsgefangenen“. Er wurde am 23. Juli vom Gestapogefängnis in die Darmstädter Haftanstalt verlegt und am 13. Oktober in einem Sammeltransport nach Berlin gebracht. Im berüchtigten Untersuchungsgefängnis Alt-Moabit wartete er zwei Wochen auf seinen Prozess vor dem Volksgerichtshof.
„Die Gerichtsverhandlung war unter dem Gesichtspunkt der Rechtsstaatlichkeit eine Farce. Der Volksgerichtshof, das Reichsgericht für politische Straftaten, war eigens als Instrument der nationalsozialistischen Staatsführung zur Bekämpfung des politischen Widerstandes geschaffen worden. Die im Fall Walter Rietigs den beiden Berufsrichtern assistierenden Laienrichter waren sämtlich Funktionäre der NSDAP in hohen Parteiämtern. Von diesem Gericht war kein unabhängiges Urteil zu erwarten“. [Heidi Fogel in der FAZ, 14. September 1983]
In der Beweisaufnahme wurden nur die Belastungszeugen gehört; Gegenzeugen durften nicht auftreten. Der Schuldspruch stand von vornherein fest und stützte sich nur auf die Aussagen der Denunzianten. Lediglich den Vorwurf des „verbotenen Umgangs mit Kriegsgefangenen“ ließ das Gericht fallen. Walter wurde am 26. Oktober 1942 zum Tod durch das Fallbeil verurteilt. In der Urteilsbegründung legten die Richter klar, weshalb sie die Höchststrafe verhängten: „… aus Gründen der Abschreckung“. Denn „die Gefahr lag … nahe, dass das vom Angeklagten ausgestreute Zersetzungsgift unter der Belegschaft der Opelwerke weiterwirken und eine in ihrem Ausmaß nicht abzusehende Beeinträchtigung der Stimmung und des Arbeitswillens in diesem wichtigen Rüstungsbetrieb zur Folge haben werde.“
Lange Wochen des Wartens begannen und Rietig hoffte auf eine Begnadigung. Doch dann ging alles ganz schnell: Am 3. Dezember 1942 entschied der Reichsjustizminister, keinen Gebrauch von seinem Begnadigungsrecht zu machen. Daraufhin erging am 8. Dezember der Vollstreckungsauftrag. Am Mittag seines Todestages erfuhr Rietig von der für den Abend geplanten Exekution. Noch einmal versuchte er, die Richter von der Unglaubwürdigkeit der Denunzianten zu überzeugen, doch die lehnten noch am gleichen Tag einen Wiederaufnahmeantrag ab. Rietig hatte nicht mehr die Möglichkeit, seine Familie zu sehen; per Brief hat er sich kurz vor seinem Tode von ihnen verabschiedet.
Kurz vor Weihnachten, am Abend des 22. Dezembers 1942 gegen 23:00 Uhr, wurde Rietig im Strafgefängnis Berlin-Plötzensee mit dem Fallbeil hingerichtet. Nach einer Anordnung des Reichsjustizministeriums sollte die Exekution nur an einer einzigen Stelle bekanntgegeben werden: In den Opel-Werken. Dort verkündete ein rotes Plakat den Arbeitern den Tod Rietigs.
Ein ordentliches Begräbnis wurde ihm und seinen Angehörigen verwehrt; sein Leichnam wurde dem anatomischen Institut der Universität Berlin, der Charité, zu Studienzwecken übergeben.
Rietig wurde Opfer einer Disziplinierungsaktion der Machthaber gegen die Opelarbeiter. Durch ein abschreckendes Beispiel sollte die sich ausbreitende Unruhe in der Firma niedergeschlagen werden.
Der Denunziant von Rietig hieß mit hoher Wahrscheinlichkeit Schmalz und gehörte dem damaligen Vertrauensrat bei Opel an, einer Art Schein-Arbeitnehmervertretung. Als Fritz Zängerle ihn nach dem Krieg zur Rechenschaft ziehen wollte, war er nach Frankreich geflüchtet.
Rietig hinterließ eine Ehefrau und einen dreijährigen Sohn. Sein gewaltsamer Tod legte sich wie ein schwerer Schatten über das Leben seiner Familie. Die Ehefrau kam nie über den Tod ihres Mannes hinweg, der Sohn konnte lange nicht über das grausame Schicksal seines Vaters sprechen. Erst die 41-jährige Enkelin Sylvia Rietig ist in der Lage, die Erinnerung an ihren Großvater wachzurufen.

## Ehrungen, Nachwirkungen
Walter Rietig erhielt postum zahlreiche Ehrungen. In Langen und Rüsselsheim wurden Straßen nach ihm benannt.
Es besteht im Rüsselsheimer Stadtparlament das parteiübergreifende Bestreben, die hiesige Sporthalle von „Walter-Köbel-Halle“ in „Walter-Rietig-Halle“ umzubenennen. Dies resultiert aus einer Anfrage der Linken des hessischen Landtags aus dem Jahr 2011 über die NS-Vergangenheit hessischer Landtagsabgeordneter und Politiker. Dort kam auch die NSDAP-Mitgliedschaft von Walter Köbel ans Tageslicht. Daraufhin beauftragten die Grünen noch im Juli selbigen Jahres die wissenschaftliche Ausarbeitung seines Wirkens in der NS-Zeit. Das erschütternde Ergebnis der NS-Verstrickungen Köbels aus der Studie des Marburger Historikers Eckart Conze wurde von seiner Mitarbeiterin Sabine Kühn am 31. Januar 2013 im Rüsselsheimer Rathaus veröffentlicht.